# Batrachedrodes syrraphella
Batrachedrodes syrraphella là một loài bướm đêm thuộc họ Batrachedridae. Nó là loài đặc hữu của Oahu và Hawaii.
Ấu trùng ăn Dryopteris parasitica. They make tubes of white silk among the sporangia upon which they feed.